# 朱觀燃
陽信榮康王朱觀燃（1504年—1548年），明朝魯藩第三代陽信王，陽信安懿王朱健杫的庶長子。

## 生平
嘉靖二十三年（1544年）九月，陽信安懿王朱健杫去世。嘉靖二十七年（1548年），朱觀燃襲封陽信王。同年，朱觀燃去世，享年四十五歲，諡號榮康。四年後，嫡第二子朱頤埔襲爵。

## 家庭

### 子
- 嫡第二子：陽信恭簡王朱頤埔[4]